# Malakal Power Plant
Malakal Power Plant ist ein Ölkraftwerk in Koror, Palau. Es besteht (Stand 2022) aus acht dieselgetriebenen Generatoreinheiten mit einer installierten Leistung von insgesamt 15,5 MW.
Von den derzeit acht Generatoren werden nur die beiden größten mit einer Leistung von je 5 MW im Dauerbetrieb eingesetzt. Die sechs kleineren Stromerzeugungseinheiten dienen als Reserveaggregate für den Fall von Betriebsstörungen an den Hauptgeneratoren hier oder im Kraftwerk Aimeliik; für den Dauerbetrieb sind sie aufgrund wirtschaftlicher Erwägungen nicht geeignet.